# Landdistriktslærer
Landdistriktslærer (russisk: Сельская учительница) er en sovjetisk film fra 1947 af Mark Donskoj.

## Medvirkende
- Vera Maretskaja som Varvara Vasiljevna Martjnova
- Pavel Olenev som Igor Petrovitj
- Daniil Sagal som Sergej Martinov
- Vladimir Lepesjinskij som Voronov
- Vladimir Maruta